# Miquel Ortín i Paesa
Miquel Ortín i Paesa (Saragossa, 12 de setembre de 1890 - Barcelona, 8 de maig de 1978) va ser un actor, representant i administrador de teatre català. Va ser el segon marit de l'actriu, directora i pedagoga catalana Margarida Xirgu i Subirà.

## Infància i joventut: els primers contactes amb el món del teatre[1]
La família Ortín i Paesa es traslladà a Barcelona quan Miquel Ortín tenia 2 anys. Allà cursà els estudis primaris i començà a treballar de molt jove. S'establiren al Poblenou, prop de la carretera de Mataró, on hi havia tres cafès teatre ("Ca l'Enric", "Ca l'Enric Petit" i "La Flor") i diverses societats recreatives que li desvetllaren la passió pel teatre. Als 14 anys assisteix a una representació de Don Juan Tenorio, de Zorrilla. Als 16 anys s'incorpora al grup de teatre de "Ca l'Enric", dirigit per l'actor professional Joan Pons. Aquest grup estava format per joves treballadors de les fàbriques i tallers del barri, que assajaven de nit. Les funcions les feien els dissabtes. Les primeres obres en què actuà foren: Otelo, Don Álvaro o la fuerza del sino, Margarita de Borgoña, La portera de la fábrica i La huérfana de Bruselas.
A partir d'aquells anys Ortín començà a participar de les tertúlies d'actors amb seu al Cafè d'Orient de La Rambla.

## El camí cap al teatre professional

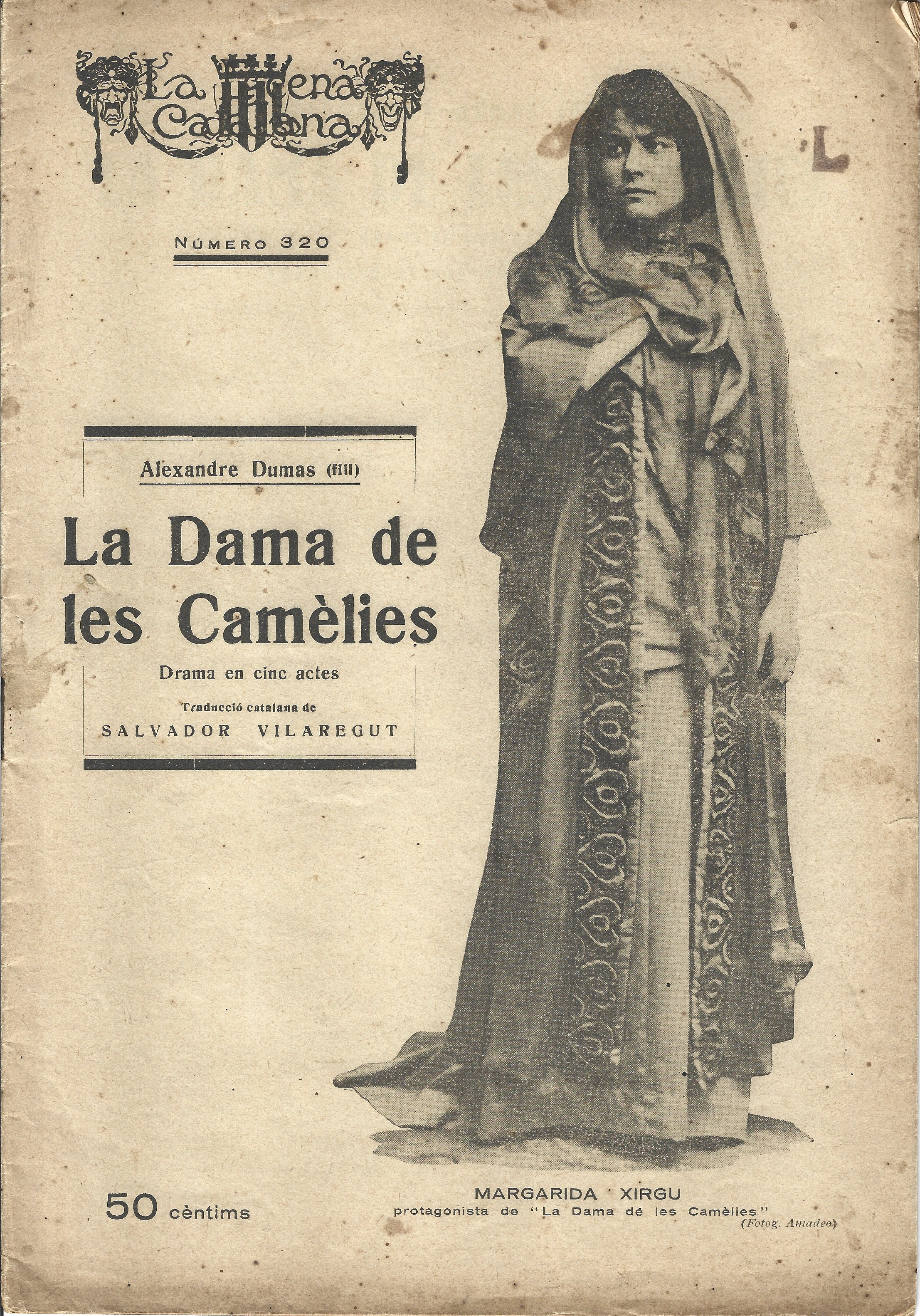
Llibret de l'obra "La Dama de les Camèlies" d'Alexandre Dumas, estrenada al Teatre Principal de Barcelona el 22 de març de 1911 i protagonitzada per Margarida Xirgu, amb Miquel Ortín com a actor de repartiment que va interpretar el paper de Gustau (La Escena Catalana, número 320).

L'any 1908 el director i primer actor de la Companyia Olivares el contractà per actuar al Teatre Principal de Girona. Després treballà per a Francesc Tressol a Vilanova i la Geltrú, en una cooperativa teatral. Amb 18 anys va substituir l'actor Víctor Codina en la companyia dirigida per Enrique Giménez i va compartir escena amb actrius de renom com Maria Morera, Margarida Xirgu i Angelina Balestroni, i actors com José Santpere, Enric Guitart (pare) i Fernando Bozzo. Aleshores ja feia d'actor de repartiment i el 22 de març de 1911 va fer el paper de Gustau en l'obra La Dama de les Camèlies estrenada al Teatre Principal de Barcelona, amb la Xirgu de protagonista. El 15 d'abril del mateix any interpretà el paper de Guillem a l'obra La reina jove, d'Àngel Guimerà, representada també a Barcelona. Durant els assajos de Joventut de príncep, de Wilheim Meyer Foster, coneixerà més personalment Margarida Xirgu i començarà a col·laborar amb la companyia organitzant les gires. Miquel Ortín segueix actuant en altres companyies: la del matrimoni Carles Soldevila i Emília Baró, en la qual actua Rafael Bardem, i també fa representacions al Centre Cultural de Vilafranca del Penedès. Finalment, el maig de 1913, Ortín és contractat per a la primera gira americana de Margarida Xirgu. Quan finalitza la gira, la Xirgu decideix formar companyia pròpia, es fa empresària i escull Miquel Ortín com a representant i administrador. Després d'una gira exitosa pel nord d'Espanya, al maig de 1914 Margarida Xirgu fa el salt a Madrid, on debuta al Teatro La Princesa (avui Teatro María Guerrero), amb Miquel Ortín participant encara com a actor de repartiment. Ortín intervé, entre d'altres, en les següents representacions: Los románticos, de Gregorio Martínez Sierra; El patio azul, de Santiago Rusiñol; Salomé, d'Oscar Wilde; L'aigrette, de Dario Nicodemi, i El corazón manda, de F. de Croisset.

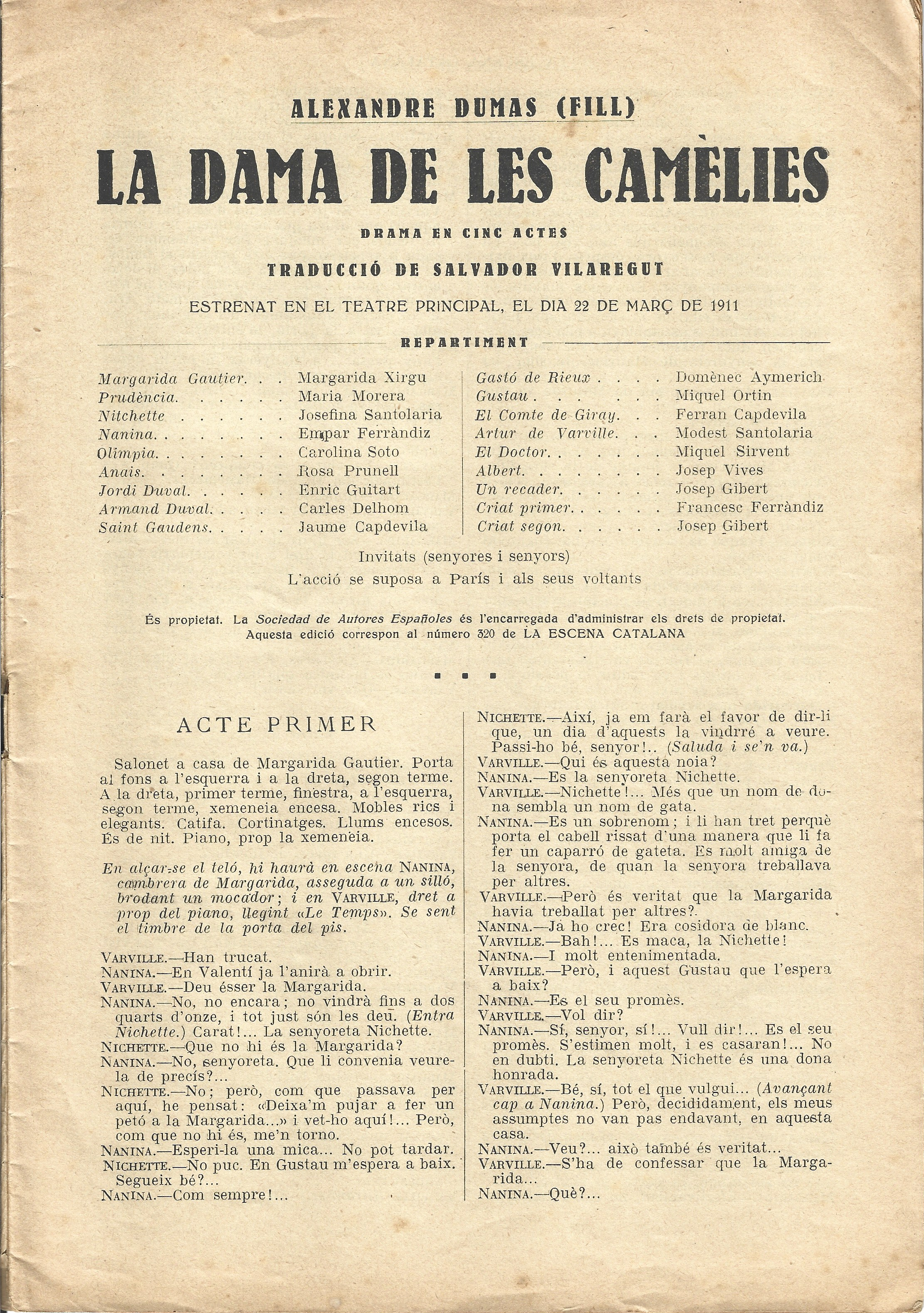
Llibret de l'obra "La Dama de les Camèlies" d'Alexandre Dumas, estrenada al Teatre Principal de Barcelona el 22 de març de 1911 i protagonitzada per Margarida Xirgu, amb Miquel Ortín com a actor de repartiment que va interpretar el paper de Gustau (La Escena Catalana, número 320).

A finals de 1921 la companyia de Margarida Xirgu iniciava la seva segona gira americana, per Cuba i Mèxic. La gira durà sis mesos. Miquel Ortín hi segueix actuant.
L'octubre de 1928 Ortín continua la seva carrera d'actor i apareix a l'obra Más fuerte que el amor, de Jacinto Benavente. L'any 1932, ja en plena Segona República Espanyola, es produeix la segona fusió entre les companyies de Margarida Xirgu i Enric Borràs, la qual s'adjudica les funcions del Teatro Español de Madrid per tres anys; Ortín continuava formant part del cos actoral.

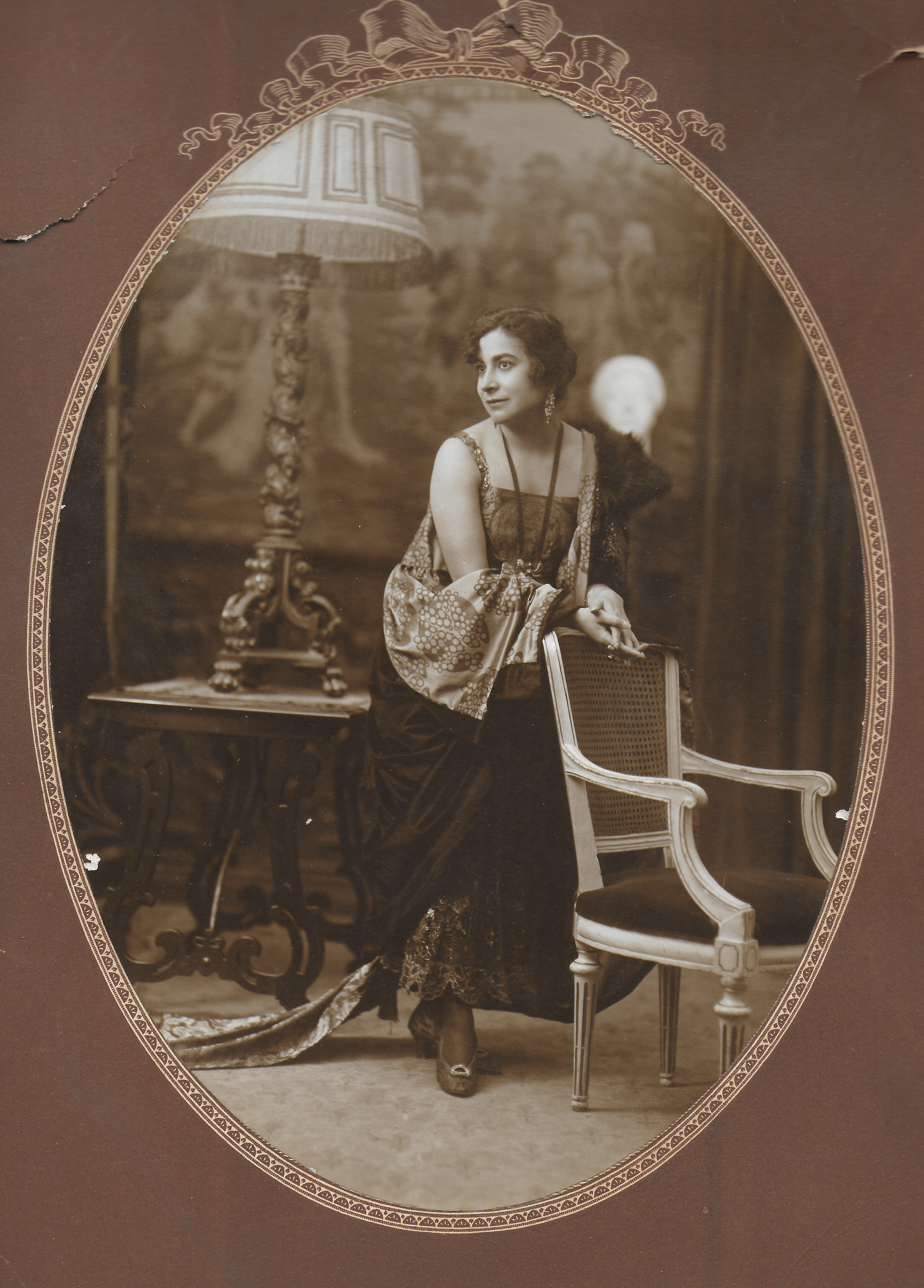
Retrat de Margarida Xirgu i Subirà, 11 de desembre de 1921. Aquesta fotografia està autografiada i dedicada a Ramona Font d'Ortín, familiar de Miquel Ortín (fotografia: Novella). Arxiu particular de Montserrat Ortín i Maymó.

## 1936: la tercera (i definitiva) gira americana i l'exili[2]
El 14 de febrer de 1936 la companyia de Margarida Xirgu iniciava la seva tercera gira per Amèrica, debutant a l'Havana, a Cuba, primer al teatre de La Comedia i després al Nacional. Havien sortit de Santander amb el vapor Orinoco el 31 de gener, amb l'objectiu de tornar a Espanya al cap de dos anys. Al mes de març d'aquell 1936 mor el primer marit de Xirgu, el comerciant català Josep Arnall, el qual mai s'avingué massa amb la seva condició d'artista famosa i reconeguda. A partir del mes d'abril l'actriu seguí actuant, ara a Mèxic, fins al setembre del 1936. Aquesta gira, que seguirà per terres colombianes, peruanes, xilenes, argentines i uruguaianes, coincidirà amb l'esclat de la Guerra Civil espanyola. Margarida Xirgu va decidir quedar-se a l'exili i mostrar-se fidel a la legitimitat republicana. A finals del 1939 s'instal·len definitivament a Xile. Miquel Ortín esdevé el seu company professional inseparable i segueix fent d'actor en diverses representacions. La seva relació sentimental pren forma amb el seu casament l'abril de 1940 a Santiago de Xile, i s'instal·len a Los Condes, en un xalet als afores de la capital. Aquell mateix any Margarida Xirgu, a través del seu marit, va rebre la confirmació que havia estat processada i condemnada pel Tribunal de Responsabilitats Polítiques del règim franquista: li van arrabassar les dues cases del seu primer marit, un apartament seu de Barcelona, la casa familiar de Badalona i altres béns.
Amb el pas del temps Margarida Xirgu s'anirà apartant dels escenaris, però es dedicarà amb cos i ànima a l'ensenyament i a la direcció teatral. Miquel Ortín l'ajudarà a crear la Escuela de Arte Dramático, juntament amb l'actor Edmundo Barbero, l'escenògraf Santiago Ortañón i el periodista Antonio Lezama. L'any 1943 la contracten com a directora general del Sodre, l'Institut-Auditori de Montevideo, a Uruguai. L'any 1944 es presenta la seva Companyia Escola al Teatre Avenida de Buenos Aires, amb l'obra El adefesio, de Rafael Alberti, en la qual hi apareix Miquel Ortín. Entre els anys 1944 i 1946 se succeeixen les actuacions a Buenos Aires, Perú i Montevideo, lloc on fundà Comedia Nacional d'Uruguai. L'any 1949 Miquel Ortín fa un viatge a Catalunya per resoldre la paperassa d'una finca propietat de la família Xirgu a Badalona, en la qual s'hi establirà el germà de l'actriu, Miquel. És en aquest moment que la parella Xirgu-Ortín es planteja el retorn a Catalunya, però al final ho deixen córrer. Ortín era conscient que Margarita Xirgu fou més aviat apolítica, que tingué amistats amb gent de tota mena d'ideologies, i que en el fons era una lluitadora artística fidel a les seves amistats i a l'art escènic per damunt de tot, i que per això el seu retorn li represantaria haver de renunciar a coses impossibles d'assumir per part seva. A Xile, Margarida Xirgu, amb el suport incondicional de Miquel Ortín, crearà l'Escuela Municipal de Arte Dramático, de la qual serà directora i professora d'art escènic fins a l'any 1956. Entre els anys 1957 i 1963, ja establerta a l'Uruguai, la seva activitat social i teatral fou igualment intensa, dirigint i interpretant, de manera intermitent i sempre en companyia d'Ortín, diverses obres per diferents escenaris per Mèxic, l'Uruguai i Argentina.

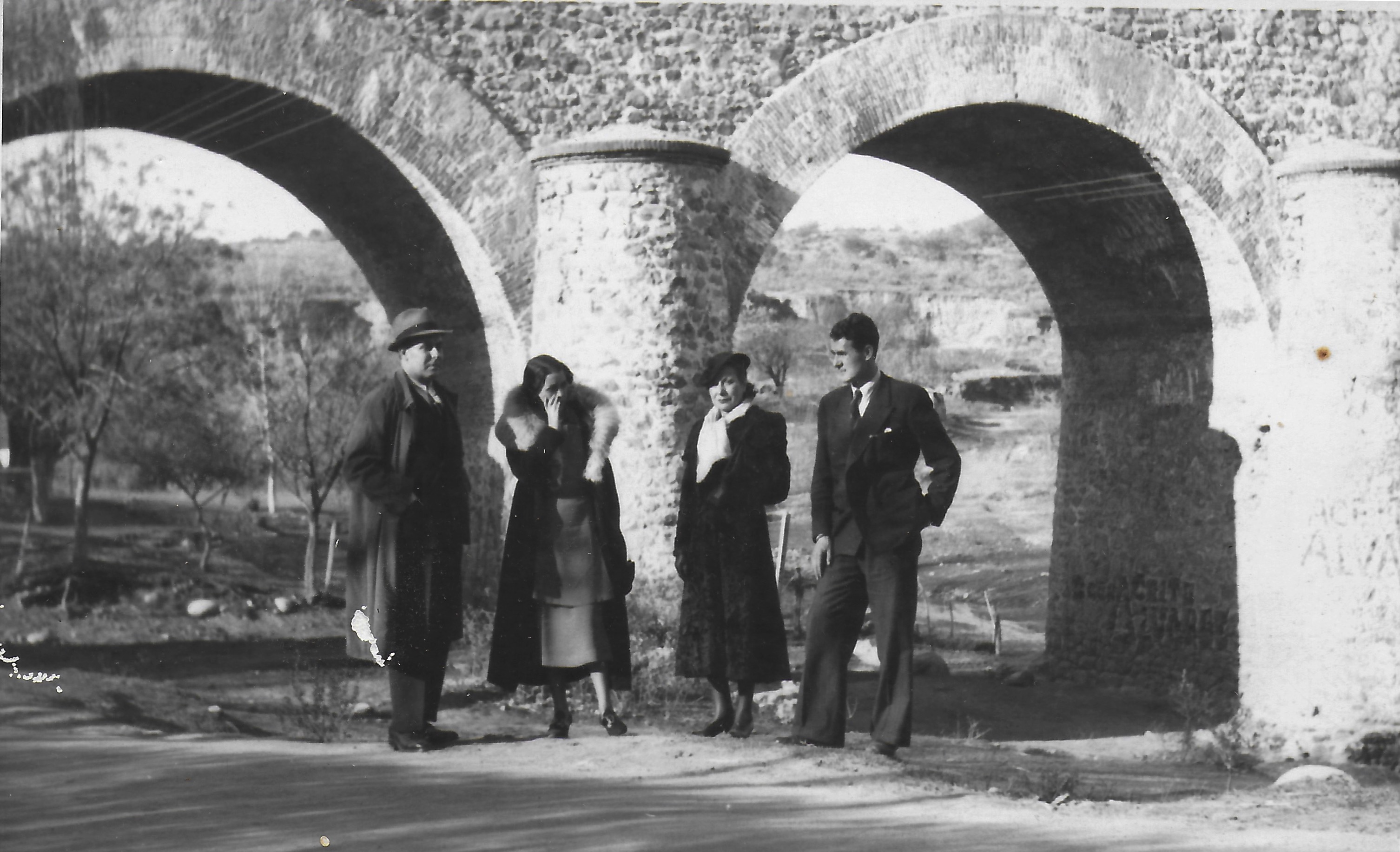
Miquel Ortín (primer per l'esquerra) i Margarida Xirgu (tercera per l'esquerra) amb uns amics, en un lloc desconegut d'Amèrica, anys 1940-1950. Arxiu particular de Montserrat Ortín i Maymó.

## El company inseparable de Margarida Xirgu

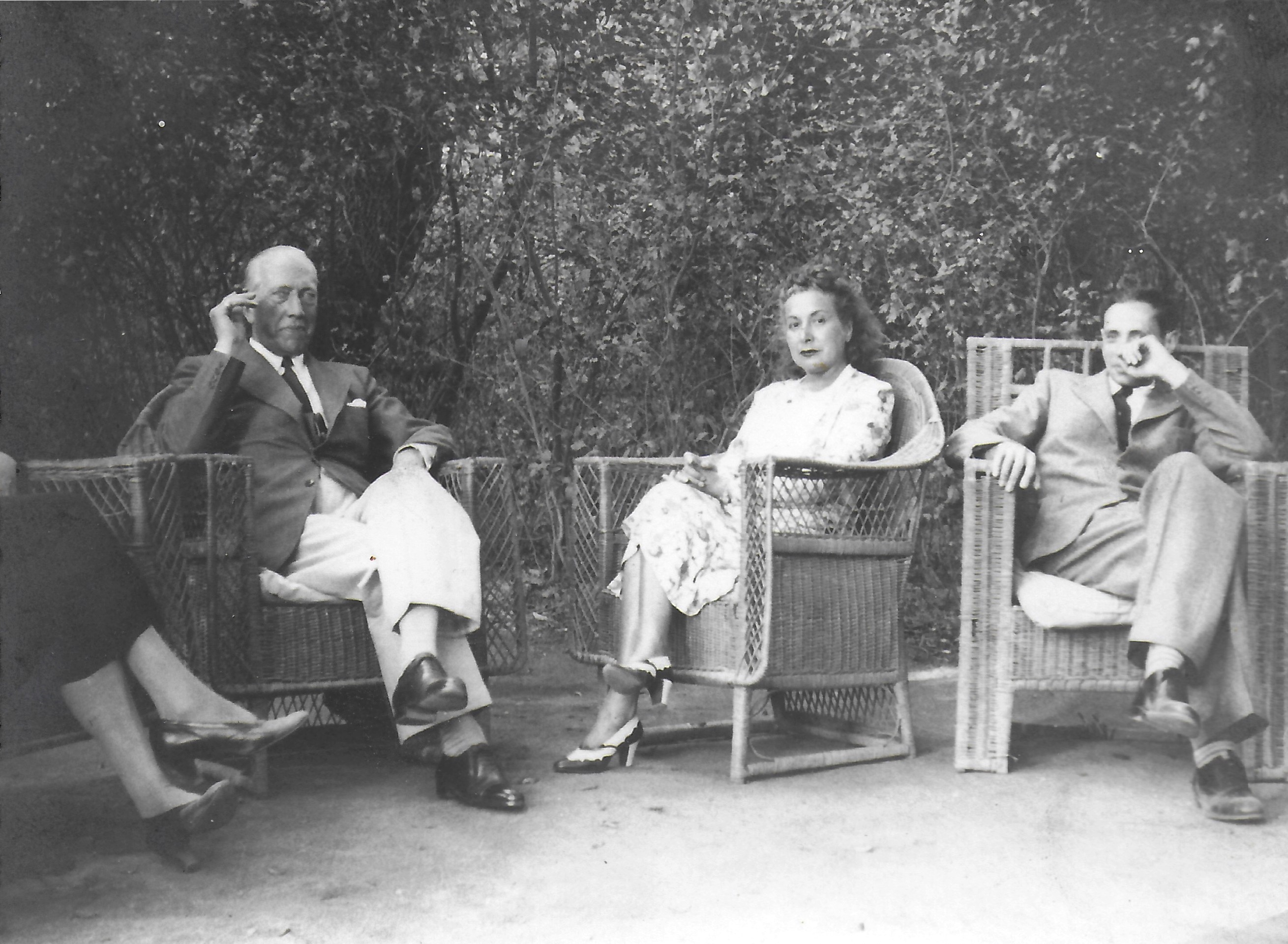
Miquel Ortín i Margarida Xirgu al seu xalet de Punta Ballena (Uruguai), a mitjans dels anys 1960. Arxiu particular de Montserrat Ortín i Maymó.

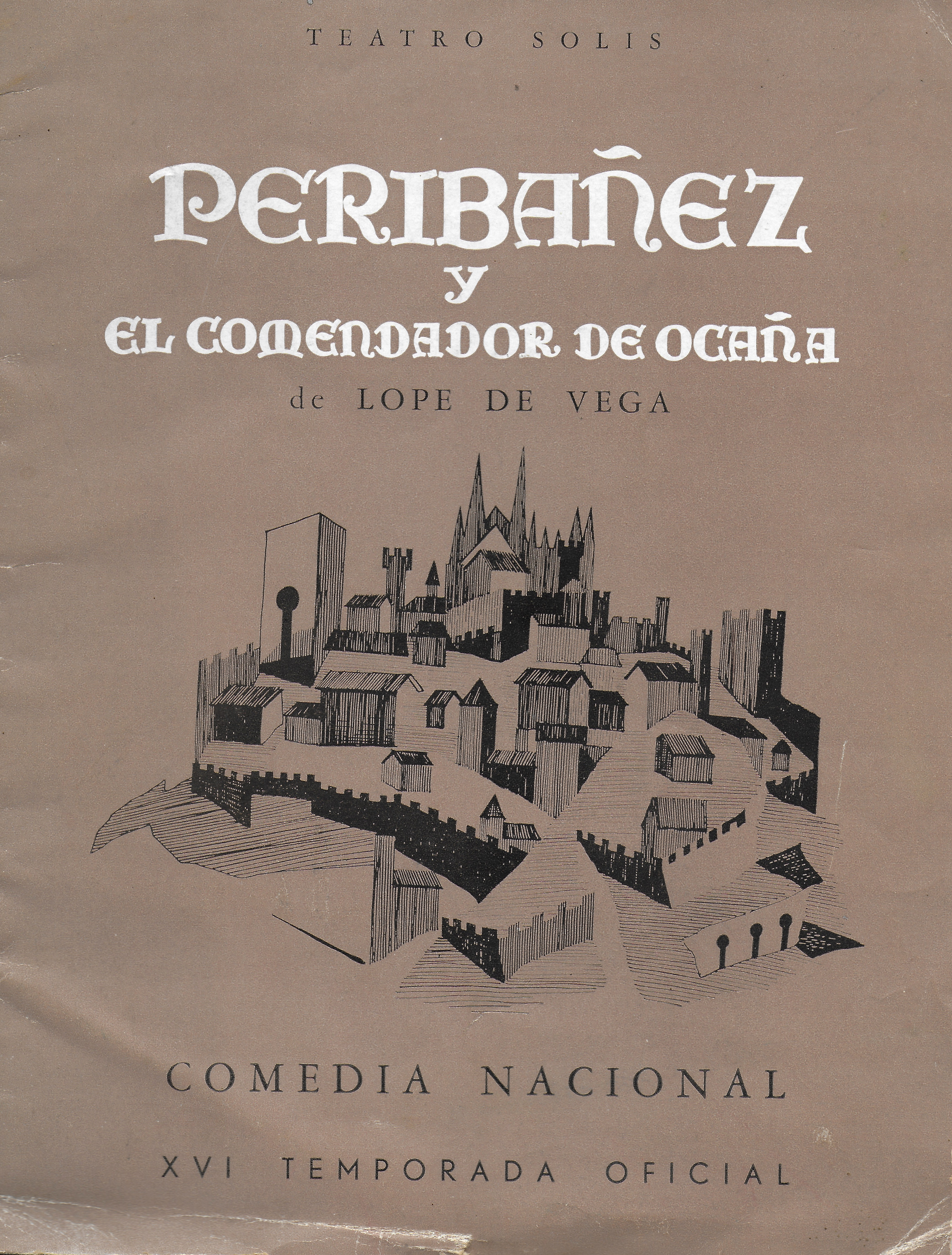
Programa de mà de l'obra Peribáñez y el comendador de Ocaña, de Lope de Vega, estrenada el mes de maig de 1962 al Teatro Solís de Montevideo, amb versió i posada en escena de Margarida Xirgu i amb Miquel Ortín com ajudant de direcció. XVI temporada de la Comedia Nacional, amb motiu del quart centenari del naixement de l'autor. Arxiu particular de Montserrat Ortín i Maymó.

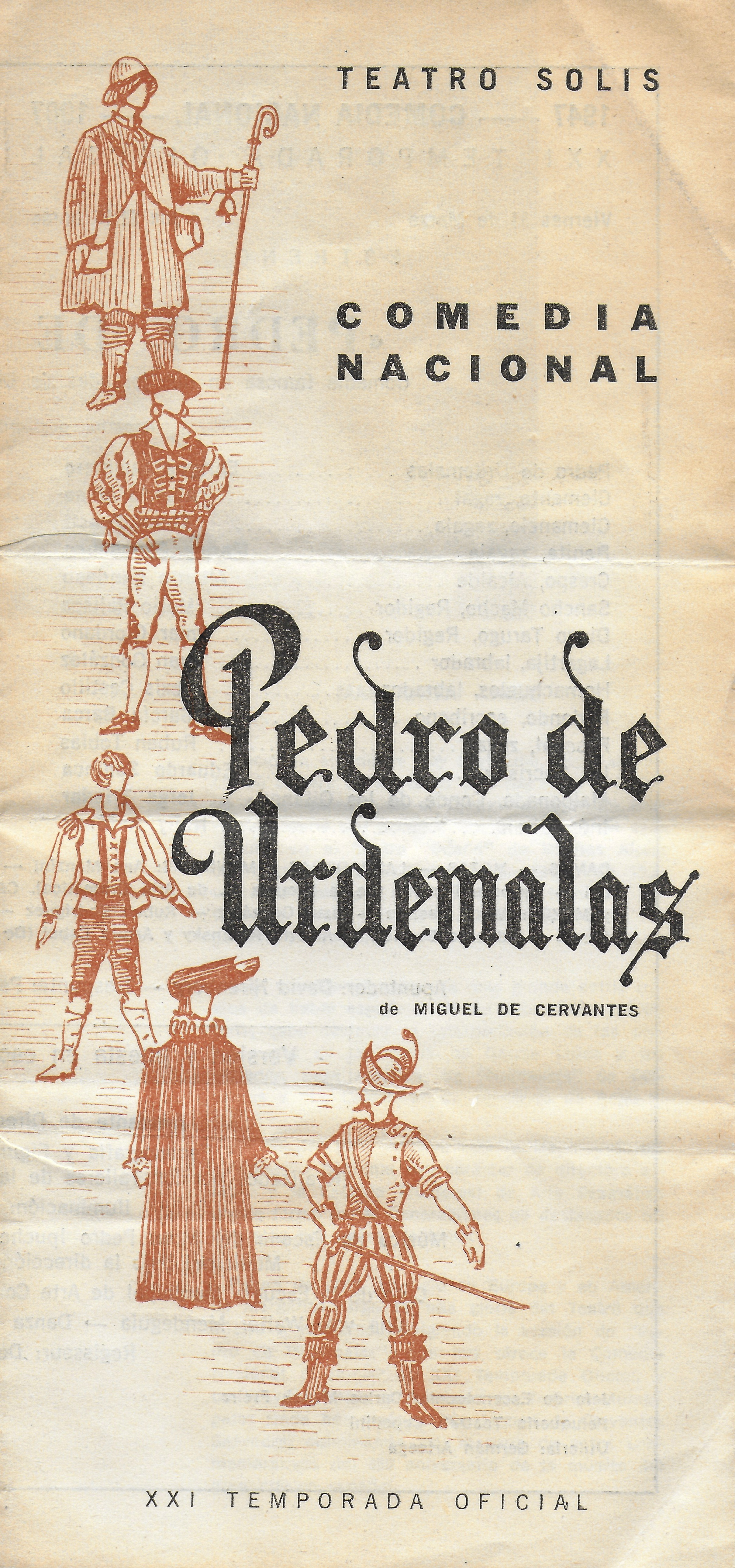
Programa de mà de l'obra Pedro de Urdemalas, de Miguel de Cervantes, al Teatro Solís de Montevideo (Uruguai), estrenada el 31 de març de 1967, amb versió i posada en escena de Margarida Xirgu i amb Miquel Ortín com a ajudant de direcció. XXI Temporada de la Comedia Nacional, amb motiu del 350 aniversari de la mort de l'autor. Arxiu particular de Montserrat Ortín i Maymó.

Al llarg dels anys 1950-1960 Miquel Ortín restarà al costat de la Xirgu i li donarà suport en els seus alts i baixos de salut i ànims. El matrimoni es va retirant progressivament dels escenaris i de l'activitat teatral, la qual, però, no abandonen mai del tot, i s'estableixen definitivament a Punta Ballena (Uruguai), primer en una casa de lloguer (al Parque de la Plata), i després en un xalet que es van fer construir entre els anys 1957-1959, al costat de la casa de la família de Joan Cuatrecasas Arumí (des de l'any 1959 era el delegat de la Generalitat de Catalunya a l'Argentina). Aquest paratge serà el seu lloc ideal de retir i descans, i lloc de trobada constant amb les seves amistats i col·legues de professió. Pel que fa a la seva activitat teatral, tot i les recaigudes de salut de la Xirgu, cal destacar que l'any 1962 versiona i posa en escena, amb Miquel Ortín com a ajudant de direcció, l'obra Peribáñez y el comendador de Ocaña, de Lope de Vega, i l'any 1966 l'obra Pedro de Urdemalas, de Miguel de Cervantes, ambdues representades al Teatro Solís de Montevideo. Tres anys més tard, el 25 d'abril de 1969, Margarida Xirgu morí a Santiago de Xile.

## El retorn a Catalunya
Miquel Ortín continuà residint a Xile fins a l'any 1971, quan decidí de vendre's la casa de Punta Ballena i retornar a Catalunya. A Barcelona s'emportà alguns records, alguns mobles i documentació d'ell i de Margarida Xirgu, que en vida i en part acabà donant al Centre de Documentació i Museu de les Arts Escèniques de l'Institut del Teatre de Barcelona. De fet, Ortín va tornar a Barcelona amb la memòria íntima de la Xirgu al seu càrrec. Les cartes que Miquel Ortín havia escrit a les seves amistats i col·legues professionals entre els anys 1928 i 1971, la major part des de l'exili americà, han estat una font de primer ordre per conèixer l'activitat artística de la reconeguda actriu catalana Margarida Xirgu, de la qual va ser el seu segon marit. Aquesta correspondència ha servit als estudiosos per reconstruir-ne la seva trajectòria artística-escènica, i algunes de les cartes foren cabdals per a la realització de la primera biografia de l'actriu escrita per Domènec Guansé, l'any 1963. Certament, i com reconeix aquest mateix autor respecte de Miquel Ortín, "(...) Excel·lent artista, quedaria sovint en la penombra per vetllar pels interessos i, àdhuc secretament, per la glòria de l'actriu".

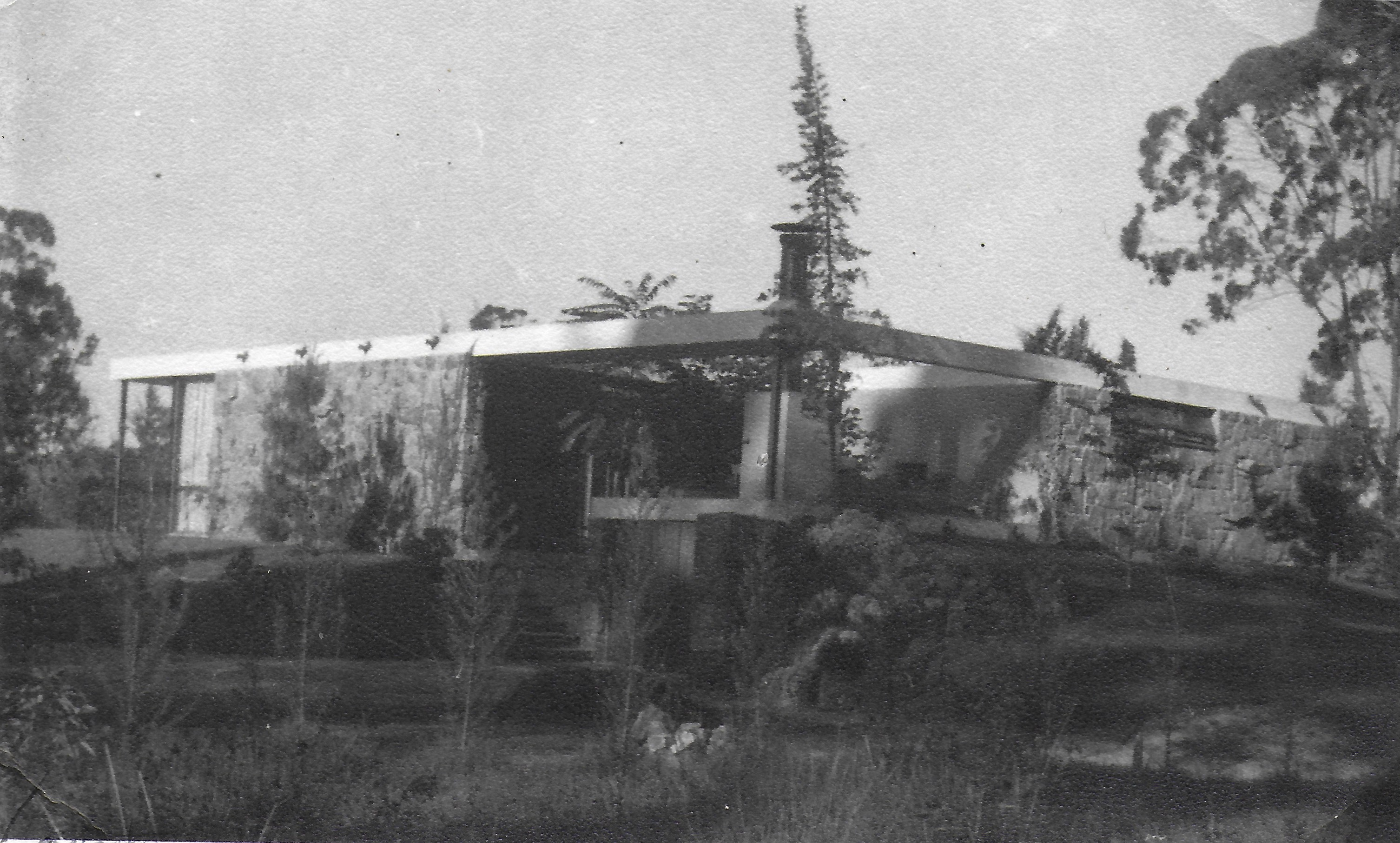
El xalet de Punta Ballena (Departament de Maldonado, Uruguai), el darrer domicli del matrimoni Miquel Ortín i Margarida Xirgu, anys 1960. Arxiu particular de Montserrat Ortín i Maymó.

Miquel Ortín, actor discret, elegant, senzill i apassionat del món del teatre, va morir el 8 de maig de 1978 a Barcelona. Deu anys més tard, el 28 de novembre de 1988, les seves despulles van ser enterrades juntament amb les restes de la seva muller, Margarida Xirgu retornades de l'Uruguai, al cementiri de Molins de Rei.